# Serapeum de Éfeso
El Serapeum (en griego antiguo: Σεραπεῖον, romanizado: Serapeīon) o Templo de Serapis es el nombre utilizado por los arqueólogos para un antiguo templo de la ciudad de Éfeso en Asia Menor, en la actual Turquía. No se conoce con certeza a qué deidad estaba dedicado, pero se supone que a Serapis. Las ruinas del templo forman parte del yacimiento arqueológico de Éfeso, declarado Patrimonio de la Humanidad por la Unesco.

## Historia
Se construyó para los numerosos mercaderes egipcios que operaban en Éfeso. Comenzó a construirse durante el Imperio romano, presumiblemente en el II d. C. pero nunca llegó a completarse. El culto practicado en el templo estaba ligado de algún modo al agua.
A principios del cristianismo, el templo se convirtió en iglesia.

## Descripción
El templo estaba situado en el límite del Ágora de Éfeso, cerca de su acceso occidental. Se construyó sobre un terraplén de unos 100 × 75 metros. Estaba situado en la parte central del lado norte del terraplén. Parecía un templo próstilo, con ocho columnas corintias de unos 14-15 m de altura en su pórtico. El templo medía unos 29,2 × 36,7 m.